# Opius
Opius is een geslacht van vliesvleugelige insecten uit de familie van de schildwespen (Braconidae).
De wetenschappelijke naam van het geslacht werd voor het eerst geldig gepubliceerd door Constantin Wesmael in 1835. Hij beschreef in zijn monografie van Belgische schildwespen 36 soorten in dit geslacht. Opius pallipes is door de ICZN in 1988 aangeduid als de typesoort.
Opius is het grootste geslacht in de onderfamilie Opiinae, met meer dan 1.000 beschreven soorten. Het zijn koinobionte endoparasitoïden van larven van tweevleugeligen (Diptera), zoals mineervliegen of bloemvliegen. Een wijfje legt meerdere eieren in een Diptera-larve. Slechts een daarvan zal zich na een "strijd op leven en dood" tot een volwassen imago ontwikkelen in zijn gastheer, die zelf ook verder ontwikkelt.  Opius fulvicollis bijvoorbeeld heeft volgens Max Fischer de bietevlieg als gastheer.

## Soorten
Deze lijst van 1159 stuks is mogelijk niet compleet.
- O. abbyae (Kula, 2003)
- O. abditiformis (Fischer, 1984)
- O. abditus (Fischer, 1960)
- O. aberrans (Viereck, 1905)
- O. aberranticeps (Fischer, 1965)
- O. aberrantipennis (Fischer, 1969)
- O. abortivus (Weng & Chen, 2005)
- O. acarinatus (Fischer, 1965)
- O. acuminatus (Granger, 1949)
- O. acuticlypealis (Tobias, 1998)
- O. acuticrenis (Fischer, 1965)
- O. acharaviensis (Fischer, 1996)
- O. achterbergi (Samiuddin & Ahmad, 2009)
- O. adanacola (Fischer & Beyarslan, 2005)
- O. adductus (Fischer, 1964)
- O. adentatus (Fischer, 1981)
- O. adversus (Papp, 1980)
- O. aethiops (Haliday, 1837)
- O. affinis (Spinola, 1851)
- O. africanus (Szepligeti, 1908)
- O. agromyzicola (Fischer, 1967)
- O. ajax (Fischer, 1968)
- O. alachuanus (Fischer, 1964)
- O. albericus (Fischer, 1979)
- O. albiapex (Fischer, 1965)
- O. aldrichi (Muesebeck, 1958)
- O. aligarhensis (Samiuddin & Ahmad, 2009)
- O. almatus (Fischer, 1979)
- O. alsenus (Papp, 1981)
- O. altaiensis (Fischer, 1971)
- O. alteratus (Fischer, 1964)
- O. alticlypeatus (Fischer, 1965)
- O. altritemporalis (Fischer, 1966)
- O. alutaceator (Fischer, 1968)
- O. alutacipectus (Fischer, 1968)
- O. alvarengai (Fischer, 1979)
- O. amaichaensis (Fischer, 1968)
- O. amarellae (Fischer, 1967)
- O. ambiguus (Wesmael, 1835)

Opius ambiguus (Weng & Chen)
- O. ambirius (Goureau, 1851)
- O. ambitus (Tobias, 1998)
- O. ambivius (Goureau, 1851)
- O. americanus (Gahan, 1915)
- O. amplus (Ashmead, 1890)
- O. amputatus (Weng & Chen, 2005)
- O. amurensis (Tobias, 1998)
- O. anastrephae (Viereck, 1913)
- O. andigeni (Fischer, 1966)
- O. anduzei (Fischer, 1964)
- O. angelus (Fischer, 1971)
- O. angustatus (Tobias, 1998)
- O. angusticellularis (Tobias, 1998)
- O. angustistriatus (Fischer, 1964)
- O. angustisulcus (Fischer, 1966)
- O. ankaratrensis (Fischer, 1963)
- O. annellaticornis (Fischer, 1965)
- O. antefurcalis (Fischer, 1959)
- O. antennatus (Fischer, 1965)
- O. anthriscoidis (Fischer, 1966)
- O. antrimensis (Fischer, 1965)
- O. apfelbeckianus (Fischer, 1967)
- O. apicalis (Gahan, 1915)
- O. aquacaducus (Chen & Weng, 2005)
- O. araucoensis (Fischer, 1968)
- O. areatus (Tobias, 1986)
- O. arenaceus (Jakimavicius, 1986)
- O. areolatus (Szepligeti, 1902)
- O. areoljugum (Weng & Chen, 2005)
- O. argillaceus (Tobias, 1998)
- O. aridis (Gahan, 1913)
- O. arrhostia (Chen & Weng, 2005)
- O. arundinis (Fischer, 1964)
- O. ascazubianus (Fischer, 1979)
- O. atatanaensis (Fischer, 1996)
- O. atricornis (Fischer, 1963)
- O. atrocoxalis (Ashmead, 1890)
- O. attila (Fischer, 1968)
- O. attributus (Fischer, 1962)
- O. aureliae (Fischer, 1957)
- O. austriacus (Fischer, 1958)
- O. avispasensis (Fischer, 1965)
- O. baguioensis (Fischer, 1966)
- O. bajariae (Fischer, 1989)
- O. bakonyensis (Fischer, 1989)
- O. baldufi (Muesebeck, 1950)
- O. balthasarius (Fischer, 1978)
- O. ballade (Fischer, 1968)
- O. bananipes (Fischer, 1969)
- O. bareilliensis (Samiuddin & Ahmad, 2009)
- O. barraudi (Fischer, 1966)
- O. barrioni (Fischer, 1987)
- O. barrosensis (Fischer, 1968)
- O. basalis (Fischer, 1958)
- O. basicastaneus (Fischer, 1964)
- O. basiniger (Viereck, 1905)
- O. basirufulus (Tobias, 1998)
- O. basisimplex (Fischer, 1979)
- O. beieri (Fischer, 1968)
- O. bellus (Gahan, 1930)
- O. bengalensis (Ahmad & Shamim, 2008)
- O. betae (Bengtsson, 1926)
- O. bicarinifer (Fischer, 1979)
- O. bicoloriformis (Fischer, 1957)
- O. bidentis (Fischer, 1964)
- O. bifossatus (Fischer, 1965)
- O. biharensis (Samiuddin & Ahmad, 2009)
- O. blancasi (Fischer, 1966)
- O. boharti (Fischer, 1966)
- O. bonatus (Tobias, 1998)
- O. borneanus (Fischer, 1962)
- O. bouceki (Fischer, 1958)
- O. brachythorax (Fischer, 1971)
- O. brasiliensis (Szepligeti, 1902)
- O. brevicaudatus (Granger, 1949)
- O. brevicaudis (Szepligeti, 1905)
- O. brevipalpis (Thomson, 1895)
- O. breviscapus (Thomson, 1895)
- O. bromensis (Fischer, 1965)
- O. brooki (Fischer, 1965)
- O. brownsvillensis (Fischer, 1965)
- O. bruneipes (Gahan, 1913)
- O. brunescens (Fischer, 1964)
- O. brunipennis (Fischer, 1965)
- O. brunneitarsis (Gahan, 1915)
- O. brunneiventris (Cresson, 1872)
- O. brunnicoxis (Tobias, 1998)
- O. bucki (Costa Lima, 1938)
- O. buenaventurae (Fischer, 1963)
- O. bulgaricus (Fischer, 1959)
- O. bullatianus (Fischer, 2005)
- O. bururianus (Fischer, 1968)
- O. busuensis (Fischer, 1990)
- O. caboverdensis (Hedqvist, 1965)
- O. caesus (Haliday, 1837)
- O. calatheae (Fischer, 1966)
- O. callaensis (Fischer, 1963)
- O. camerunensis (Fischer, 1964)
- O. campinaensis (Fischer, 1968)
- O. candixtus (Fischer, 1980)
- O. canimensis (Fischer, 1965)
- O. canlaonicus (Fischer, 1966)
- O. cannonbeachensis (Fischer, 1970)
- O. capeki (Fischer, 1963)
- O. caprifolii (Fischer, 1967)
- O. caprilesi (Fischer, 1966)
- O. caracasensis (Fischer, 2005)
- O. cardini (Fischer, 1966)
- O. carensis (Fischer, 1980)
- O. caricivorae (Fischer, 1964)
- O. carinifacialis (Tobias, 1998)
- O. carinifer (Fischer, 1966)
- O. carinus (Fischer, 1964)
- O. casparianus (Fischer, 1979)
- O. castaneigaster (Fischer, 1964)
- O. castor (Fischer, 1968)
- O. caucasi (Tobias, 1986)
- O. caudatus (Szepligeti, 1898)
- O. caudifer (Fischer, 1958)
- O. caudisignatus (Fischer, 1979)
- O. cehalovicki (Fischer, 1964)
- O. celsiformis (Fischer, 1959)
- O. celsus (Haliday, 1837)
- O. ciceris (Fischer, 1974)
- O. ciliatus (Nees, 1811)
- O. cinctus (Provancher, 1886)
- O. cinerariae (Fischer, 1963)
- O. cingulaticornis (Fischer, 1965)
- O. cingulatigaster (Fischer, 1968)
- O. cingulatoides (Fischer, 1959)
- O. cingulatus (Wesmael, 1835)
- O. cingutolicus (Fischer, 1992)
- O. cinnameus (Tobias, 1998)
- O. circinus (Papp, 1979)
- O. circulator (Nees, 1834)
- O. circumscriptus (Szepligeti, 1914)
- O. cisopertus (Tobias, 1998)
- O. citlus (Fischer, 1983)
- O. citripes (Fischer, 1969)
- O. citronipus (Fischer, 1969)
- O. claudos (Weng & Chen, 2005)
- O. clausus (Fischer, 1958)
- O. clellanvillensis (Fischer, 1964)
- O. clevelandensis (Fischer, 1964)
- O. clidogastrae (Fischer, 1964)
- O. clusilis (Weng & Chen, 2005)
- O. cocafluvianus (Fischer, 1968)
- O. cochisensis (Fischer, 1965)
- O. coillum (Chen & Weng, 2005)
- O. coleogaster (Fischer, 1964)
- O. colombina (Fischer, 1972)
- O. coloradensis (Gahan, 1915)
- O. coloraticeps (Fischer, 1996)
- O. columbiacus (Fischer, 1964)
- O. columbicus (Fischer, 1963)
- O. commodus (Gahan, 1915)
- O. compar (Marshall, 1891)
- O. comparativus (Fischer, 1972)
- O. completetus (Chen & Weng, 2005)
- O. complexus (Weng & Chen, 2005)
- O. conasis (Fischer, 1983)
- O. concepcionensis (Fischer, 1978)
- O. confundens (Fischer, 1964)
- O. confusus (Giraud, 1877)
- O. congoensis (Fischer, 1968)
- O. connivens (Thomson, 1895)
- O. consors (Fischer, 1957)
- O. contabundus (Tobias, 1998)
- O. contractor (Fischer, 1968)
- O. contrahens (Fischer, 1966)
- O. contrasticeps (Fischer, 1979)
- O. contrasticus (Fischer, 1966)
- O. contrax (Fischer, 1980)
- O. contrut (Fischer, 1996)
- O. convergitalis (Fischer, 1964)
- O. copaxis (Fischer, 1983)
- O. cordobensis (Fischer, 1963)
- O. corfuensis (Fischer, 1996)
- O. coriaceus (Gahan, 1917)
- O. coriaciceps (Fischer, 1965)
- O. cortesanus (Fischer, 1968)
- O. cosa (Fischer, 1980)
- O. costaeburneae (Fischer, 1964)
- O. costaricensis (Fischer, 1962)
- O. crandalli (Fischer, 1964)
- O. crassiceps (Gahan, 1915)
- O. crassicrus (Thomson, 1895)
- O. crassipes (Wesmael, 1835)
- O. crenulaticeps (Fischer, 1963)
- O. crenulatus (Szepligeti, 1914)

Opius crenulatus (Samiuddin & Ahmad)
- O. crenuturis (Fischer, 1996)
- O. crescentensis (Fischer, 1965)
- O. crinitus (Chen & Weng, 2005)
- O. crosswisus (Weng & Chen, 2005)
- O. cruciatus (Chen & Weng, 2005)
- O. cuencaensis (Fischer, 1968)
- O. culatus (Fischer, 1980)
- O. cumbaratzaensis (Fischer, 1969)
- O. curiosicornis (Fischer, 1965)
- O. curritibensis (Fischer, 1966)
- O. curtiarticulatus (Fischer, 1964)
- O. curticaudatus (Fischer, 1966)
- O. curticornis (Fischer, 1960)
- O. curticubitalis (Fischer, 1965)
- O. curtisignum (Fischer, 1968)
- O. curtisternaulis (Fischer, 2001)
- O. curtitarsus (Fischer, 1963)
- O. curvatus (Fischer, 1957)
- O. cuzcoensis (Fischer, 1968)
- O. cynipsidum (Giraud, 1877)
- O. cyphus (Papp, 1985)
- O. cyrilli (Fischer, 1971)
- O. chapini (Fischer, 1966)
- O. chapmani (Fischer, 1964)
- O. cheleutos (Weng & Chen, 2005)
- O. chewaucanus (Fischer, 1965)
- O. chilensis (de Santis, 1966)
- O. chillcotti (Fischer, 1969)
- O. chimus (Fischer, 1983)
- O. choristigma (Spinola, 1851)
- O. christenseni (Papp, 1982)
- O. chromaticus (Fischer, 1966)
- O. chromatomyiae (Belokobylskij & Wharton, 2004)
- O. chrysostigmus (Tobias, 1998)
- O. daghestanicus (Telenga, 1950)
- O. dakarensis (Fischer, 2005)
- O. damnosus (Papp, 1980)
- O. danicus (Fischer, 1984)
- O. danielssoni (Papp, 2003)
- O. dariae (Fischer, 1972)
- O. dataensis (Fischer, 1966)
- O. declivous (Samiuddin & Ahmad, 2009)
- O. deiphobe (Fischer, 1970)
- O. delhianus (Fischer, 1966)
- O. deliciosus (Fischer, 1968)
- O. delipunctis (Fischer & Beyarslan, 2005)
- O. delvillei (Fischer, 1972)
- O. demosthenis (Fischer, 1970)
- O. derus (Papp, 1989)
- O. dewulfi (Fischer, 1968)
- O. diachasmoides (Tobias, 1986)
- O. diana (Fischer, 1968)
- O. diastatae (Ashmead, 1889)
- O. dicolatus (Fischer, 1983)
- O. dichrocerus (Chen & Weng, 2005)
- O. differentiarius (Fischer, 1965)
- O. difficillimus (Fischer, 1958)
- O. digitus (Chen & Weng, 2005)
- O. dilucidus (Tobias, 1998)
- O. dimensus (Fischer, 1964)
- O. dimidiatus (Ashmead, 1889)
- O. dimidius (Chen & Weng, 2005)
- O. discordiosus (Tobias, 1998)
- O. discreparius (Fischer, 1963)
- O. disparens (Fischer, 1999)
- O. dissitus (Muesebeck, 1963)
- O. distincticornis (Fischer, 1965)
- O. distortus (Papp, 1980)
- O. diurnus (Tobias, 1998)
- O. diutius (Chen & Weng, 2005)
- O. divergens (Muesebeck, 1958)
- O. divergifacialis (Fischer, 1972)
- O. diversicurrens (Fischer, 1972)
- O. dividus (Tobias, 1998)
- O. dizygomyzae (Fischer, 1965)
- O. docilis (Haliday, 1837)
- O. dolichurus (Tobias, 1998)
- O. dominicanus (Fischer, 1963)
- O. douglasanus (Fischer, 1965)
- O. downesi (Gahan, 1919)
- O. dreisbachi (Fischer, 1964)
- O. dryade (Fischer, 1968)
- O. dschangensis (Fischer, 1978)
- O. dubitarius (Fischer, 1965)
- O. duplocarinatus (Fischer, 1965)
- O. dureseaui (Fischer, 1975)
- O. durigaster (Fischer, 1971)
- O. eastridgeanus (Fischer, 1965)
- O. echingolensis (Fischer, 1971)
- O. echo (Fischer, 1968)
- O. egenus (Tobias, 1998)
- O. ehrhorni (Gahan, 1915)
- O. elguetai (Fischer, 2004)
- O. elisabethvillensis (Fischer, 1972)
- O. elsalvadorensis (Fischer, 1966)
- O. eltablonensis (Fischer, 1968)
- O. emarginatus (Fischer, 1968)
- O. empedoklis (Fischer, 1970)
- O. entzi (Papp, 1985)
- O. epimeralis (Fischer, 1980)
- O. epulatiformis (Fischer, 2001)
- O. epulatus (Papp, 1981)
- O. eros (Fischer, 1968)
- O. erythroicus (Fischer, 1978)
- O. erythrosoma (Fischer, 1963)
- O. erzurumensis (Fischer, 2004)
- O. esquinasensis (Fischer, 2001)
- O. estoniacola (Fischer, 2001)
- O. euaffinis (Fischer, 1963)
- O. eupatorii (Fischer, 1966)
- O. euphemia (Fischer, 1968)
- O. euplasticus (Fischer, 1972)
- O. euryanthe (Fischer, 1968)
- O. euryteniformis (Fischer, 1963)
- O. eurytenoides (de Santis, 1966)
- O. euterpe (Fischer, 1968)
- O. eutownesi (Fischer, 1983)
- O. euwattacooanus (Fischer, 1964)
- O. exiloides (Fischer, 1989)
- O. eximius (Fischer, 1957)
- O. extendicella (Fischer, 1972)
- O. extensus (Fischer, 1964)
- O. extrafactus (Fischer, 1972)
- O. extremorientis (Fischer, 1999)
- O. faber (Papp, 1982)
- O. facialis (Fischer, 1963)
- O. farmingdalicus (Fischer, 1964)
- O. femoralis (Jimenez Peydro, 1983)
- O. fennahi (Fischer, 1966)
- O. fercolor (Fischer, 1979)
- O. ferentarius (Fischer, 1969)
- O. ferrugator (Goureau, 1862)
- O. ficedus (Papp, 1979)
- O. fiebrigi (Fischer, 1963)
- O. filicornis (Thomson, 1895)
- O. filiflagellatus (Fischer, 1965)
- O. finalis (Fischer, 1968)
- O. fischeri (Papp, 1981)
- O. flammeus (Fischer, 1959)
- O. flavens (Fischer, 1980)
- O. flaveolaris (Fischer, 1966)
- O. flaviceps (Gahan, 1915)
- O. flavigaster (Fischer, 1957)
- O. flavipartibus (Fischer, 1999)
- O. flavipes (Szepligeti, 1898)
- O. flavitestaceus (Fischer, 1958)
- O. flavobasis (Papp, 2003)
- O. flavus (Weng & Chen, 2005)
- O. flexicarina (Fischer, 1975)
- O. flosshilda (Fischer, 1972)
- O. formosanus (Watanabe, 1934)
- O. formosigaster (Fischer, 1978)
- O. forticornis (Cameron, 1905)
- O. fossulatus (Szepligeti, 1914)
- O. foutsi (Fischer, 1964)
- O. fraudatus (Papp, 1978)
- O. fraudulentus (Tobias, 1998)
- O. fulgoricolor (Fischer, 1979)
- O. fumatipennis (Fischer, 1965)
- O. funebris (Wesmael, 1835)
- O. furiosus (Fischer, 1968)
- O. fuscicarpus (Szepligeti, 1913)
- O. fuscipennis (Wesmael, 1835)
- O. gabrieli (Fischer, 1968)
- O. gahani (Samiuddin & Ahmad, 2009)
- O. gainesvillensis (Fischer, 1964)
- O. galomirus (Fischer, 1968)
- O. geniculatus (Thomson, 1895)
- O. gerdi (Papp, 1982)
- O. giganticornis (Fischer, 1974)
- O. gigapiceus (Fischer, 1989)
- O. giluweensis (Fischer, 1990)
- O. glabriceps (Fischer, 1968)
- O. glabrifossa (Fischer, 1963)
- O. glabripleurum (Fischer, 1966)
- O. gliricidiae (Fischer, 1966)
- O. globiformis (Fischer, 1964)
- O. globigaster (Fischer, 1964)
- O. gracielae (de Santis, 1982)
- O. gracilior (Brues, 1933)
- O. gracilis (Fischer, 1957)
- O. graecus (Papp, 1982)
- O. granipleuris (Tobias, 1998)
- O. granulatigaster (Fischer, 1968)
- O. granulatus (Samiuddin & Ahmad, 2009)
- O. graviceps (Fischer, 1974)
- O. grenadensis (Ashmead, 1900)
- O. gribodoi (Fischer, 1962)
- O. griffithsi (Fischer, 1962)
- O. griseinotum (Fischer, 1965)
- O. griseiscutum (Fischer, 1978)
- O. guanabarensis (Fischer, 1968)
- O. guatemalensis (Fischer, 1963)
- O. gyges (Fischer, 1968)
- O. gyoerfii (Fischer, 1958)
- O. haereticus (Fischer, 1971)
- O. haeselbarthi (Fischer, 1972)
- O. halconicus (Fischer, 1966)
- O. hancockanus (Fischer, 1964)
- O. hardmanni (Fischer, 1964)
- O. harlequin (Fischer, 1972)
- O. harmonicus (Fischer, 1964)
- O. harteni (Papp, 2003)
- O. hartleyi (Fischer, 1964)
- O. hauca (Fischer, 1968)
- O. hector (Fischer, 1968)
- O. hedqvisti (Fischer, 1971)
- O. heinrichi (Fischer, 1964)
- O. helavai (Fischer, 1983)
- O. helios (Fischer, 1959)
- O. hellasensis (Fischer, 1990)
- O. helluatus (Papp, 1981)
- O. hemifuscus (Fischer, 1966)
- O. herbigradus (Tobias, 1998)
- O. heringi (Fischer, 1962)
- O. hermosanus (Fischer, 1964)
- O. heroicus (Fischer, 1970)
- O. heterocephalus (Fischer, 1971)
- O. heterochromus (Fischer, 1971)
- O. heterogaster (Fischer, 1971)
- O. heteropterus (Fischer, 1971)
- O. hirsutus (Tobias, 1998)
- O. hirtus (Fischer, 1963)
- O. hluluhwegamenicus (Fischer, 1974)
- O. hoffmanni (Fischer, 1964)
- O. hollisterensis (Fischer, 1964)
- O. horwathi (Fischer, 1964)
- O. hospes (Fischer, 1971)
- O. hospitus (Papp, 1981)
- O. hubbelli (Fischer, 1965)
- O. humilifactus (Fischer, 1965)
- O. hydrellivorus (van Achterberg, 1977)
- O. idealis (Fischer, 1969)
- O. ignatii (Fischer, 1971)
- O. igneus (Fischer, 1964)
- O. iguacuensis (Fischer, 1966)
- O. ileifensis (Fischer, 1983)
- O. imperator (Fischer, 1969)
- O. importatus (Fischer, 1971)
- O. importunus (Fischer, 1968)
- O. impressiformis (Fischer, 1964)
- O. improcerus (Weng & Chen, 2005)
- O. inancae (Fischer & Beyarslan, 2005)
- O. inca (Fischer, 1968)
- O. incisulus (Fischer, 1964)
- O. incoligma (Fischer, 1979)
- O. indentatus (Wharton, 1987)
- O. indicus (Samiuddin & Ahmad, 2009)
- O. indistinctus (Fischer, 1965)
- O. inflammatus (Fischer, 1963)
- O. inflatipectus (Fischer, 1989)
- O. infumatus (Niezabitowski, 1910)
- O. infuscatipennis (Fischer, 1965)
- O. ingenticornis (Fischer, 1965)
- O. inopinatus (Papp, 1982)
- O. insertertus (Weng & Chen, 2005)
- O. instabilis (Wesmael, 1835)
- O. instabiloides (Fischer, 1959)
- O. instaurativus (Tobias, 1998)
- O. insulicola (Tobias, 2004)
- O. integer (Thomson, 1895)
- O. intercalaris (Weng & Chen, 2005)
- O. interjectus (Fischer, 1965)
- O. intermissus (Fischer, 1964)
- O. interpunctatus (Fischer, 1999)
- O. interstitialis (Ashmead, 1894)
- O. iphigenia (Fischer, 1969)
- O. iridipennis (Cameron, 1905)
- O. irregularipes (Fischer, 1963)
- O. irregularis (Wesmael, 1835)
- O. isabella (Chen & Weng, 2005)
- O. isolatae (Fischer, 1964)
- O. ispartaensis (Fischer & Beyarslan, 2005)
- O. ithacensis (Fischer, 1964)
- O. iuxtahaucaum (Fischer, 1979)
- O. iuxtangelum (Fischer, 1978)
- O. ivlievi (Tobias, 1998)
- O. ivondroensis (Fischer, 1968)
- O. izmirensis (Fischer & Beyarslan, 2005)
- O. jacansis (Fischer, 1980)
- O. jacobi (Fischer, 1964)
- O. jamaicensis (Fischer, 1963)
- O. jenuffa (Fischer, 1968)
- O. jipanus (Fischer, 1983)
- O. johannis (Fischer, 1968)
- O. josefi (Fischer, 1971)
- O. jujuyensis (Fischer, 1968)
- O. kaindeanus (Fischer, 1990)
- O. kallibasis (Fischer, 1972)
- O. kalligaster (Fischer, 1972)
- O. karesuandensis (Fischer, 1964)
- O. katonensis (Fischer, 1961)
- O. katonicus (Fischer, 1963)
- O. keralaicus (Fischer, 1996)
- O. kibunguensis (Fischer, 1972)
- O. kilisanus (Fischer & Beyarslan, 2005)
- O. kinleyensis (Fischer, 1964)
- O. kirklareliensis (Fischer & Beyarslan, 2005)
- O. kisanganiensis (Fischer, 1972)
- O. kostolnaensis (Fischer, 1984)
- O. kovacsi (Fischer, 1963)
- O. krishnagarensis (Fischer, 2005)
- O. krombeini (Fischer, 1964)
- O. kubani (Fischer, 2007)
- O. kurilensis (Tobias, 1998)
- O. kuruandensis (Fischer, 1995)
- O. kuscheli (Nixon, 1955)
- O. kyotoensis (Fischer, 2001)
- O. labradorensis (Fischer, 1965)
- O. lacajensis (Fischer, 1962)
- O. lacarensis (Fischer, 1979)
- O. lacopitaensis (Kula, 2003)
- O. laetatorius (Fischer, 1958)
- O. laevicollis (Fischer, 1957)
- O. laevigatus (Forster, 1862)
- O. lagomeraensis (Fischer, 2006)
- O. languidus (Fischer, 1964)
- O. lansingensis (Fischer, 1965)
- O. lantanae (Bridwell, 1919)
- O. lara (Fischer, 1968)
- O. largus (Weng & Chen, 2005)
- O. larissa (Fischer, 1968)
- O. lataganus (Fischer, 1979)
- O. lateroareatus (Fischer, 2001)
- O. latidens (Fischer, 1990)
- O. latifacialis (Fischer, 1968)
- O. latilabris (Chen & Weng, 2005)
- O. latipediformis (Fischer, 2004)
- O. latistigma (Fischer, 1960)
- O. latitemporalis (Fischer, 1964)
- O. leevingensis (Fischer, 1964)
- O. leleji (Tobias, 1998)
- O. lemonensis (Fischer, 1964)
- O. leptoclypeus (Fischer, 1968)
- O. leptosoma (Fischer, 1963)
- O. leroyi (Fischer, 1968)
- O. leucofasciatus (Tobias, 1998)
- O. leucosema (Fischer, 1978)
- O. leucoventris (Tobias, 1998)
- O. levis (Wesmael, 1835)
- O. lindbergi (Fischer, 1963)
- O. liogaster (Szepligeti, 1914)
- O. lippensi (Fischer, 1968)
- O. lippensimilis (Fischer, 2001)
- O. liriomyzae (Fischer, 1964)
- O. lissopleurum (Fischer, 1966)
- O. literalis (Chen & Weng, 2005)
- O. lojaensis (Fischer, 1969)
- O. longicornia (Chen & Weng, 2005)
- O. longicornis (Thomson, 1895)

Opius longicornis (Chen & Weng)
- O. longicubitalis (Fischer, 1965)
- O. longifoveatus (Fischer, 1964)
- O. longiradis (Jimenez Peydro, 1983)
- O. longisignum (Fischer, 1968)
- O. longissimicauda (Fischer, 1962)
- O. longistigmus (Goureau, 1865)

- O. longiterebratus (Samiuddin & Ahmad, 2009)
- O. longurius (Chen & Weng, 2005)
- O. lonicerae (Fischer, 1958)
- O. loricatus (Tobias, 1998)
- O. louiseae (Weng & Chen, 2005)
- O. lucidoides (Papp)
- O. lucidus (Szepligeti, 1896)

Opius lucidus (Chen & Weng)
- O. lugens (Haliday, 1837)
- O. lukasi (Fischer, 1984)
- O. luniclypeus (Fischer, 1979)
- O. lusorius (Tobias, 1998)
- O. luteiceps (Viereck, 1905)
- O. luteipes (Szepligeti, 1914)
- O. luteus (Kriechbaumer, 1894)
- O. macedonicus (Papp, 1973)
- O. macrocornis (Fischer, 1965)
- O. maculimembris (Tobias, 2000)
- O. maculipennis (Enderlein, 1912)
- O. maculipes (Wesmael, 1835)
- O. machupicchuanus (Fischer, 1968)
- O. madatus (Fischer, 1979)
- O. magallanensis (Fischer, 1964)
- O. magicorum (Fischer, 1979)
- O. magnicauda (Fischer, 1958)
- O. magnicaudatus (Tobias, 1998)
- O. major (Szepligeti, 1914)
- O. mallecoensis (Fischer, 1968)
- O. mandibularis (Gahan, 1915)
- O. manifestarius (Fischer, 1963)
- O. maraquoanus (Fischer, 1963)
- O. marcapatanus (Fischer, 1965)
- O. marci (Fischer, 1968)
- O. margaensis (Fischer, 1968)
- O. margateensis (Fischer, 1971)
- O. mariae (Tobias, 1977)
- O. marjorieae (Papp, 1983)
- O. martiarushensis (Fischer, 1963)
- O. martini (Fischer, 1965)
- O. mashhoodi (Samiuddin & Ahmad, 2009)
- O. matheranus (Fischer, 1966)
- O. matthaei (Fischer, 1968)
- O. mediocarinatus (Fischer, 1963)
- O. mediopectus (Fischer, 1965)
- O. mediosignum (Fischer, 1968)
- O. medioterebratus (Fischer, 1972)
- O. megafossa (Tobias, 1998)
- O. meladermatus (Fischer, 1972)
- O. melanagromyzae (Fischer, 1966)
- O. melanarius (Fischer, 1974)
- O. melanocephalus (Ashmead, 1894)
- O. melchioricus (Fischer, 1979)
- O. mendus (Papp, 1982)
- O. metanivens (Fischer, 1992)
- O. metanotalis (Fischer, 1965)
- O. metatensis (Fischer, 1964)
- O. metatus (Papp, 1981)
- O. methodii (Fischer, 1971)
- O. microscopicus (Fischer, 1963)
- O. microsomaticus (Fischer, 1965)
- O. michaeli (Fischer, 1968)
- O. michelbacheri (Fischer, 1963)
- O. middlekauffi (Fischer, 1964)
- O. miniaceus (Brethes, 1913)
- O. minicornis (Fischer, 1973)
- O. minorecella (Fischer, 2000)
- O. minusculae (Fischer, 1967)
- O. minusculus (Fischer, 1963)
- O. minutus (Szepligeti, 1907)
- O. mirabilis (Fischer, 1958)
- O. mischa (Fischer, 1968)
- O. mischiformis (Fischer, 1999)
- O. mitiformis (Fischer, 1964)
- O. mitis (Fischer, 1963)
- O. mocsaryi (Szepligeti, 1897)
- O. moczari (Fischer, 1990)
- O. moderatus (Fischer, 1963)
- O. mokotoensis (Fischer, 1968)
- O. mongaguanus (Fischer, 1966)
- O. mongolaltaiensis (Fischer, 1991)
- O. monilicornis (Fischer, 1962)
- O. monsonicus (Fischer, 1983)
- O. montanus (Ashmead, 1890)
- O. montevidanus (Fischer, 1966)
- O. monticola (Szepligeti, 1898)
- O. moravicus (Fischer, 1960)
- O. mujenjensis (Fischer, 1963)
- O. mundus (Forster, 1862)
- O. myakkensis (Fischer, 1964)
- O. nadezhdae (Tobias, 1998)
- O. nadus (Papp, 1985)
- O. najade (Fischer, 1968)
- O. nanocorpus (Fischer, 2005)
- O. nanosoma (Fischer, 1989)
- O. nanulus (Fischer, 1966)
- O. nanus (Saussure, 1890)

Opius nanus (Provancher)
- O. negrosanus (Fischer, 1966)
- O. neopendulus (Fischer, 1989)
- O. neopygmaeus (Fischer, 1966)
- O. nigeriensis (Fischer, 1983)
- O. nigricolor (Fischer, 1960)
- O. nigricoloratus (Fischer, 1958)
- O. nigriocciput (Fischer, 1979)
- O. nigritellae (Fischer, 1964)
- O. nigritibia (Fischer, 1963)
- O. nigrobrunneus (Granger, 1949)
- O. nigrocastaneus (Viereck, 1905)
- O. nigromaculatus (Szepligeti, 1914)
- O. nigrusus (Fischer, 1980)
- O. nimifactus (Fischer, 1979)
- O. niobe (Fischer, 1970)
- O. nitidus (Goureau, 1865)
- O. nivitibialis (Fischer, 1979)
- O. nkuliensis (Fischer, 1974)
- O. nobilis (Papp, 1981)
- O. nodifer (Fischer, 1959)
- O. nomininguensis (Fischer, 1965)
- O. nondilatatus (Fischer, 1996)
- O. noonadanus (Fischer, 1966)
- O. nories (Fischer, 1984)
- O. northcarolinensis (Fischer, 1964)
- O. nosamaensis (Fischer, 1990)
- O. novojariae (Fischer, 2006)
- O. novosimilis (Fischer, 1989)
- O. nowakowskii (Fischer, 1959)
- O. nympha (Fischer, 1968)
- O. obesus (Fischer, 1969)
- O. obscurator (Bouche, 1834)
- O. obscurifactus (Fischer, 1968)
- O. obscurifemur (Fischer, 1965)
- O. obscuripennis (Schrottky, 1902)
- O. obscuripes (Fischer, 1963)
- O. obscuroma (Fischer, 1990)
- O. obuduensis (Fischer, 1983)
- O. obustus (Tobias, 1998)
- O. obversus (Tobias, 1998)
- O. occidentalis (Fischer, 1963)
- O. occulisus (Telenga, 1950)
- O. ocellatus (Wesmael, 1835)
- O. ocreatus (Papp, 1979)
- O. ochrogaster (Wesmael, 1835)
- O. olmosensis (Fischer, 1983)
- O. onzi (Fischer, 1959)
- O. opacus (Fischer, 1968)
- O. opertaneus (Tobias, 1998)
- O. opertus (Tobias, 1998)
- O. opportunus (Fischer, 1968)
- O. oralis (Fischer, 1965)
- O. orbiculator (Nees, 1811)
- O. ordinarius (Fischer, 1964)
- O. orestes (Fischer, 1969)
- O. orizabensis (Fischer, 1963)
- O. ornatigaster (Fischer, 1964)
- O. oscinidis (Ashmead, 1889)
- O. osculas (Weng & Chen, 2005)
- O. osogovoensis (Fischer, 1964)
- O. osoguineus (Fischer, 2004)
- O. ostentaneus (Tobias, 1998)
- O. ostentatus (Papp, 1978)
- O. otiosus (Gahan, 1917)
- O. ovaliops (Fischer, 1980)
- O. ovaliscapus (Fischer, 1999)
- O. ovator (Nees, 1834)
- O. ovistigma (Fischer, 1979)
- O. oxatus (Fischer, 1990)
- O. pactus (Haliday, 1837)
- O. pachypus (Fischer, 1968)
- O. padidalis (Fischer, 1989)
- O. pallas (Fischer, 1970)
- O. pallicoxis (Fischer, 1973)
- O. pallidipalpalis (Fischer, 1964)
- O. palligaster (Fischer, 1973)
- O. pallipes (Wesmael, 1835)
- O. panamanus (Fischer, 1966)
- O. pandora (Fischer, 1970)
- O. papagena (Fischer, 1972)
- O. paradisiacus (Fischer, 1964)
- O. paraensis (Spinola, 1851)
- O. paraitepuyensis (Fischer, 1964)
- O. paralleliformis (Fischer, 1964)
- O. parallelipetiolatus (Fischer, 1979)
- O. parallelus (Weng & Chen, 2005)
- O. paranivens (Fischer, 1990)
- O. paraphytomyzae (Fischer, 2005)
- O. paraplasticus (Fischer, 1972)
- O. paraqvisti (Fischer, 2004)
- O. parawattacooanus (Fischer, 1964)
- O. paris (Fischer, 1968)
- O. parkeranus (Fischer, 1964)
- O. parkercreekensis (Fischer, 1964)
- O. partisanskiensis (Fischer, 1999)
- O. parvicrenis (Fischer, 1965)
- O. parvungula (Thomson, 1895)
- O. paulior (Fischer, 1965)
- O. paulus (Fischer, 1965)
- O. pauper (Fischer, 1964)
- O. peckorum (Fischer, 1979)
- O. pechlaneri (Fischer, 1956)
- O. pechumani (Fischer, 1970)
- O. pedestris (Szepligeti, 1904)
- O. peleus (Fischer, 1970)
- O. penai (Fischer, 1964)
- O. pendulus (Haliday, 1837)
- O. penetrator (Fischer, 1966)
- O. pentaareolatus (Samiuddin & Ahmad, 2009)
- O. pequodorum (Viereck, 1917)
- O. perminutus (Fischer, 1964)
- O. perpygmaeus (Fischer, 1964)
- O. persimilis (Szepligeti, 1913)
- O. perterrens (Fischer, 1978)
- O. peruensis (Fischer, 1963)
- O. pestarus (Fischer, 1990)
- O. peterseni (Fischer, 1964)
- O. petiolaris (Fischer, 1965)
- O. petiolatus (Granger, 1949)
- O. petri (Fischer, 1968)
- O. phantasticus (Fischer, 1959)
- O. phytobiae (Fischer, 1959)
- O. pickensanus (Fischer, 1965)
- O. pilgrimorum (Fischer, 1972)
- O. pilifer (Tobias, 1998)
- O. piloralis (Fischer, 1989)
- O. pilosicornis (Fischer, 1965)
- O. pilosinotum (Fischer, 1964)
- O. pilosus (Fischer, 1964)
- O. pimoensis (Fischer, 1978)
- O. pirchitticola (Fischer, 1974)
- O. pisgahensis (Fischer, 1964)
- O. plaumanni (Fischer, 1968)
- O. podomelas (Fischer, 1972)
- O. polyzonius (Wesmael, 1835)
- O. pollux (Fischer, 1968)
- O. ponticus (Fischer, 1958)
- O. poonchensis (Samiuddin & Ahmad, 2009)
- O. porrectus (Papp, 1978)
- O. porteri (Fischer, 1964)
- O. posadai (Fischer, 1966)
- O. posjeticus (Tobias, 1998)
- O. posterus (Weng & Chen, 2005)
- O. postumus (Chen & Weng, 2005)
- O. praesentarius (Fischer, 1963)
- O. pratellae (Weng & Chen, 2005)
- O. prignum (Fischer, 1980)
- O. primus (Fischer, 1964)

Opius primus (Chen & Weng)
- O. prolatus (Chen & Weng, 2005)
- O. prolongatus (Fischer, 1964)
- O. propeattilam (Fischer, 1981)
- O. propectoralis (Fischer, 1979)
- O. propecubitalis (Papp, 1985)
- O. propepactum (Fischer, 1984)
- O. propodealis (Fischer, 1958)
- O. propofoveatus (Fischer, 1973)
- O. propriorufus (Fischer, 1979)
- O. protractiterebra (Fischer, 2001)
- O. pseudarenaceus (Fischer & Beyarslan, 2005)
- O. pseudocolumbiacus (Fischer, 1964)
- O. pseudonapomyzae (Fischer, 2005)
- O. pseudoromensis (Fischer, 1965)
- O. pterostigmalis (Szepligeti, 1908)
- O. pterostigmatus (Szepligeti, 1898)
- O. pterus (Wharton & Austin, 1990)
- O. puertoplatanus (Fischer, 2001)
- O. pulchriceps (Szepligeti, 1898)
- O. pulex (Fischer, 1969)
- O. pulicariae (Fischer, 1969)
- O. pumilio (Wesmael, 1835)
- O. punanus (Fischer, 1983)
- O. punctaticlypeus (Fischer, 2005)
- O. puncticeps (Fischer, 1963)
- O. punctipes (Fischer, 1964)
- O. punctularius (Fischer, 1969)
- O. punctulatoides (Fischer, 1968)
- O. punctulatus (Szepligeti, 1914)
- O. punctus (Weng & Chen, 2005)
- O. pusillator (Zetterstedt, 1838)
- O. pusillus (Szepligeti, 1913)
- O. putomayoanus (Fischer, 1983)
- O. pygmaeator (Nees, 1811)
- O. pygmaeus (Fischer, 1962)
- O. pyrogaster (Fischer, 1966)
- O. quadricolor (Fischer, 1979)
- O. quasilatipes (Fischer & Beyarslan, 2005)
- O. quasipulvis (Fischer, 1989)
- O. quasiqvisti (Fischer, 1991)
- O. quercicola (Fischer, 1966)
- O. radialis (Fischer, 1957)
- O. rainierensis (Fischer, 1964)
- O. ranunculicola (Fischer, 1984)
- O. raoi (Fischer, 1966)
- O. rarus (Zaykov & Fischer, 1983)
- O. reconditor (Wesmael, 1835)
- O. rectinervatus (Fischer, 1968)
- O. regularipes (Fischer, 1963)
- O. regulorum (Fischer, 1979)
- O. relativus (Fischer, 1964)
- O. remissus (Papp, 1985)
- O. remotus (Tobias, 1998)
- O. repentinus (Papp, 1980)
- O. resinae (Brues, 1933)
- O. restrictus (Fischer, 1964)
- O. resupinus (Fischer, 1964)
- O. retracticauda (Fischer, 1972)
- O. rex (Fischer, 1958)
- O. rheasilviae (Fischer, 1970)
- O. rhodopicola (Zaykov & Fischer, 1986)
- O. rhodosoma (Fischer, 1968)
- O. richardsi (Fischer, 1965)
- O. riopastazanus (Fischer, 1964)
- O. riphaeus (Tobias, 1986)
- O. robustus (Telenga, 1950)
- O. romensis (Fischer, 1965)
- O. romensoides (Fischer, 1965)
- O. rossi (Fischer, 1963)
- O. rotundiusculus (Tobias, 1998)
- O. roveretoi (Fischer, 1962)
- O. rovinator (Fischer, 1968)
- O. rudiformis (Fischer, 1958)
- O. rufescens (Fischer, 1963)
- O. ruficolor (Fischer, 1964)
- O. rufimixtus (Fischer, 1958)
- O. rufipes (Wesmael, 1835)
- O. rufipleurum (Fischer, 1964)
- O. rufisignum (Fischer, 1968)
- O. rufocinctus (Gahan, 1915)
- O. rufoflavus (Fischer, 2001)
- O. rufomaculatus (Fischer, 1965)
- O. rufopleuris (Tobias, 1998)
- O. rufus (Holmgren, 1868)
- O. rugatus (Fischer, 1992)
- O. rugicoxis (Fischer, 1969)
- O. rugipropodealis (Fischer, 2001)
- O. rugisternum (Fischer, 1995)
- O. rugosiusculus (Jakimavicius, 1986)
- O. rugosulus (Fischer, 1962)
- O. rugulosus (Chen & Weng, 2005)
- O. rumecatus (Fischer, 1983)
- O. russalka (Fischer, 1968)
- O. sabhayanus (Fischer, 1966)
- O. sabroskyi (Fischer, 1964)
- O. saevulus (Fischer, 1958)
- O. saevus (Haliday, 1837)
- O. salmonensis (Fischer, 1964)
- O. salmossi (Fischer, 1995)
- O. saltator (Telenga, 1950)
- O. salvini (Ashmead, 1894)
- O. sanctannae (Fischer, 1978)
- O. sanctus (Fischer, 1971)
- O. sanestabanensis (Fischer, 1964)
- O. sanjoseensis (Fischer, 1962)
- O. sanmiguelensis (Fischer, 2001)
- O. santosanus (Fischer, 1966)
- O. santuzzae (Fischer, 1974)
- O. saovicentensis (Fischer, 1966)
- O. sapamoroanus (Fischer, 1971)
- O. sapporanus (Fischer, 1963)
- O. scaevolae (Cameron, 1907)
- O. scleroticus (Fischer, 1972)
- O. sculptigaster (Fischer, 1968)
- O. sculptipleurum (Fischer, 1965)
- O. sculptisaevus (Fischer, 2004)
- O. sculptus (Chen & Weng, 2005)
- O. scutellocarina (Fischer, 1996)
- O. schildi (Fischer, 1964)
- O. schmidti (Fischer, 1960)
- O. seductus (Fischer, 1959)
- O. selimbassai (Fischer, 1992)
- O. seminotaulicus (Fischer, 1962)
- O. semitestaceus (Tobias, 1998)
- O. sequentator (Fischer, 1963)
- O. servus (Fischer, 1969)
- O. shabelliensis (Fischer, 1996)
- O. shafeei (Samiuddin & Ahmad, 2009)
- O. sharynensis (Fischer, 2001)
- O. shenefelti (Fischer, 1964)
- O. shuleri (Fischer, 1964)
- O. sierraanchaensis (Fischer, 1964)
- O. sigmodus (Papp, 1981)
- O. signatitibia (Fischer, 1966)
- O. signicella (Fischer, 1991)
- O. signicoxa (Fischer, 1969)
- O. signifemur (Zaykov & Fischer, 1983)
- O. signipes (Fischer, 1969)
- O. signisoma (Fischer, 1969)
- O. silifkeensis (Fischer & Beyarslan, 2005)
- O. silvestris (Jakimavicius, 1986)
- O. similarius (Fischer, 1964)
- O. similis (Szepligeti, 1898)
- O. similoides (Fischer, 1962)
- O. simillimus (Fischer, 1964)
- O. simplex (Fischer, 1962)
- O. simplificatus (Fischer, 1963)
- O. sinareola (Fischer, 1999)
- O. sinenotaulis (Fischer, 1999)
- O. singularis (Wesmael, 1835)
- O. singulator (Nees, 1834)
- O. sinocis (Fischer, 1990)
- O. smithi (Fischer, 1964)
- O. snoflaki (Fischer, 1959)
- O. soenderupianus (Fischer, 1967)
- O. soledadensis (Fischer, 1964)
- O. solus (Fischer, 1963)
- O. solymosae (Fischer, 1989)
- O. sonja (Fischer, 1968)
- O. soror (Fischer, 1966)
- O. southcarolinensis (Fischer, 1964)
- O. sparsus (Chen & Weng, 2005)
- O. speciosus (Fischer, 1959)
- O. sperabilis (Tobias, 1998)
- O. srilankensis (Fischer, 1988)
- O. staryi (Fischer, 1958)
- O. stenopectus (Fischer, 1964)
- O. sternaulatus (Samiuddin & Ahmad, 2009)
- O. stieglmayri (Fischer, 1963)
- O. striatitergum (Fischer, 1965)
- O. striativentris (Gahan, 1915)
- O. striatoides (Fischer, 1966)
- O. striatulus (Fischer, 1957)
- O. strombaceus (Papp, 1985)
- O. strouhali (Fischer, 1962)
- O. subaffinis (Fischer, 1962)
- O. subareatus (Fischer, 1969)
- O. subcampanariae (Tobias, 1998)
- O. subcirculator (Tobias, 1986)
- O. subdividus (Tobias, 1998)
- O. subdocilis (Tobias, 1998)
- O. subhilaris (Jakimavicius, 1986)
- O. subpallipes (Tobias, 1986)
- O. subpulicariae (Tobias, 1998)
- O. subreconditor (Tobias, 1998)
- O. subrotundatus (Niezabitowski, 1910)
- O. subsimilis (Fischer, 1963)
- O. subversivus (Fischer, 1965)
- O. subvisibilis (Fischer, 1964)
- O. subvitellinus (Tobias, 1998)
- O. succineus (Gahan, 1913)
- O. sulcifer (Fischer, 1975)
- O. superbus (Szepligeti, 1898)
- O. superficiarius (Fischer, 1969)
- O. suscitatus (Papp, 1979)
- O. suspiciosus (Tobias, 1998)
- O. sybille (Fischer, 1970)
- O. sycophanta (Tobias, 2000)
- O. sylvia (Weng & Chen, 2005)
- O. tabidula (Weng & Chen, 2005)
- O. tabificus (Papp, 1979)
- O. tablerockensis (Fischer, 1964)
- O. tabularis (Weng & Chen, 2005)
- O. taddei (Fischer, 1972)
- O. tadzhicus (Tobias & Saidov, 1995)
- O. tafivallensis (Fischer, 1968)
- O. takomaanus (Fischer, 1965)
- O. tamara (Fischer, 1968)
- O. tametus (Tobias, 1998)
- O. tamino (Fischer, 1972)
- O. tangens (Fischer, 1964)
- O. tantalus (Fischer, 1968)
- O. tantilloides (Fischer, 1965)
- O. tantillus (Ashmead, 1900)
- O. taplejungensis (Fischer, 1966)
- O. teheranensis (Fischer, 1990)
- O. tekirdagensis (Fischer & Beyarslan, 2005)
- O. telamonis (Fischer, 1970)
- O. telramundi (Fischer, 1970)
- O. tenellae (Fischer, 1969)
- O. tenfanus (Fischer, 1996)
- O. tenuipilosus (Fischer, 2004)
- O. terebrator (Szepligeti, 1911)
- O. terebratus (Fischer, 1968)
- O. terebrifer (Fischer, 1968)
- O. tergitalis (Fischer, 1966)
- O. tergus (Chen & Weng, 2005)
- O. tersus (Forster, 1862)
- O. testaceipes (Szepligeti, 1913)
- O. testaceiventris (Granger, 1949)
- O. testaceus (Szepligeti, 1914)
- O. thaicorus (Fischer, 1999)
- O. thalia (Fischer, 1968)
- O. thalis (Fischer, 1970)
- O. thaungi (Fischer, 1998)
- O. thiemo (Fischer, 1969)
- O. thoracicus (Costa, 1883)
- O. thoracoangulatus (Fischer, 1979)
- O. tibialis (Ashmead, 1893)
- O. tingomarianus (Fischer, 1963)
- O. tirolensis (Fischer, 1958)
- O. tobes (Weng & Chen, 2005)
- O. tobiasi (Samiuddin & Ahmad, 2009)

Opius tobiasi (Fischer)
- O. tolucaensis (Fischer, 1968)
- O. toromojaensis (Fischer, 1983)
- O. tortus (Tobias, 1998)
- O. torulatus (Fischer, 1972)
- O. townesi (Fischer, 1965)
- O. townsendi (Fischer, 1966)
- O. tractus (Weng & Chen, 2005)
- O. trachyscutum (Fischer, 1966)
- O. transatlanticus (Fischer, 1963)
- O. transbaikalicus (Fischer, 1999)
- O. transcaucasicus (Fischer, 2000)
- O. transversoclypealis (Tobias, 1998)
- O. trencensis (Fischer, 1984)
- O. triplehorni (Fischer, 1979)
- O. tristis (Fischer, 1969)
- O. tropaeoli (Fischer, 1966)
- O. troyensis (Fischer, 1964)
- O. truncatulus (Fischer, 1963)
- O. truncus (Chen & Weng, 2005)
- O. tscheki (Fischer, 1957)
- O. tshitensis (Tobias, 1998)
- O. tshutshurmuranicus (Tobias, 1998)
- O. tuberculatus (Fischer, 1959)
- O. tuberculifer (Fischer, 1958)
- O. tubibasis (Fischer, 1978)
- O. tubida (Weng & Chen, 2005)
- O. tucumanus (Fischer, 1964)
- O. tulcanensis (Fischer, 1969)
- O. tumus (Tobias, 1998)
- O. tunensis (Fischer, 1962)
- O. turcicus (Fischer, 1960)
- O. turiddui (Fischer, 1974)
- O. turrialbanus (Fischer, 1964)
- O. uencensis (Fischer, 1971)
- O. ugandensis (Fischer, 1963)
- O. ulaanus (Fischer, 1971)
- O. uligiloci (Fischer, 2006)
- O. unicarinatus (Fischer, 1959)
- O. unicatus (Fischer, 1963)
- O. unifactus (Fischer, 1963)
- O. unifasciatus (Ashmead, 1894)
- O. unificatus (Fischer, 1963)
- O. uniformis (Fischer, 1963)
- O. unitus (Fischer, 1963)
- O. urundanus (Fischer, 1968)
- O. utahensis (Gahan, 1913)
- O. utinanus (Fischer, 2001)
- O. uttoi (Fischer, 1971)
- O. uttoisimilis (Fischer, 1999)
- O. uvarovi (Tobias, 1986)
- O. valdiviensis (Fischer, 1979)
- O. valki (Fischer, 1996)
- O. veratri (Fischer, 1964)
- O. vernicosus (Tobias, 1998)
- O. vianus (Fischer, 1983)
- O. vicinigundae (Fischer, 2005)
- O. victosimilis (Fischer, 1999)
- O. viennensis (Fischer, 1959)
- O. vierecki (Gahan, 1915)
- O. villavicenciensis (Fischer, 1963)
- O. vindex (Haliday, 1837)
- O. vinoanus (Fischer, 1983)
- O. violaceae (Fischer, 1967)
- O. virentis (Fischer, 1965)
- O. virtuosus (Fischer, 1969)
- O. visibilis (Fischer, 1964)
- O. vitellinus (Tobias, 1998)
- O. vitita (Chen & Weng, 2005)
- O. vittatus (Shestakov, 1940)

Opius vittatus (Chen & Weng)
- O. vocatus (Fischer, 1969)
- O. volaticus (Fischer, 1966)
- O. vulcanicus (Tobias, 1998)
- O. wachsmanni (Szepligeti, 1898)
- O. walleyi (Fischer, 1964)
- O. waterloti (Granger, 1949)
- O. wattacooanus (Fischer, 1965)
- O. weemsi (Fischer, 1964)
- O. wellgunda (Fischer, 1972)
- O. whartoni (Samiuddin & Ahmad, 2009)
- O. wilhelmensis (Fischer, 1990)
- O. woerziphagus (Fischer, 1967)
- O. woglinda (Fischer, 1972)
- O. wutaishanus (Watanabe, 1950)
- O. xerxes (Fischer, 1968)
- O. yahuarmayoanus (Fischer, 1966)
- O. yuracensis (Fischer, 1983)
- O. zacapuensis (Fischer, 1964)
- O. zamoraensis (Fischer, 1968)